# Vilém z Malmesbury
Vilém z Malmesbury (okolo 1090/1095 – po 1143) byl kronikář a mnich z benediktinského kláštera Malmesbury v anglickém Wiltshire. Jako obyvatel kláštera měl přístup k listinám dokumentujícím počátky této klášterní komunity a s neobyčejným důvtipem byl schopen je roztřídit a odvodit posloupnost jednotlivých opatů. Sepsal řadu historických a hagiografických děl.

## Dílo
- Liber pontificalis
- Gesta regum Anglorum
- Gesta pontificum Anglorum
- Historia novella
- De Antiquitate Glastoniensis Ecclesiae
- Vita S. Dunstani
- Passio S. Indracti
- Vita S. Benigni
- Vita Patricii
- Vita Wulfstani
- Defloratio Gregorii
- Abbreviatio Amalarii
- De miraculis beatae virginis Mariae
- Commentary on Lamentations
- Polyhistor deflorationum
- Epistola ad Petrum de Iohanne Scoto
- Itineriarium Iohannis abbatis